# تنام الشاكو
تنام الشاكو (الاسم العلمي:Nothura chacoensis) هو نوع من الطيور يتبع جنس التنام متشابه من فصيلة التنامية.